# Кужмиру Мик (Мехединци)
Кужмиру Мик (рум. Cujmiru Mic) насеље је у Румунији у округу Мехединци у општини Кужмир. Oпштина се налази на надморској висини од 61 m.

## Становништво
Према подацима из 2002. године у насељу је живело 524 становника, од којих су сви румунске националности.